# Girolamo Sarnelli
Girolamo Sarnelli (Bracigliano, fine del XVI secolo ... – Chiaiano, seconda metà del XVII secolo) è stato un politico italiano.

## Biografia
Figura di spicco nella Napoli spagnola del ‘600, nasce a Bracigliano sul finire del XVI secolo, rivestendo numerose cariche governative in particolar modo durante il Viceregno del Cardinale Duca di Zapata. A lui si deve la riforma monetaria del 1622 che cercò di risanare le finanze del dissestato Vicereame. Essendo figlio dell'agro nocerino sarnese mantenne sempre stretto legame con esso, intervenendo più volte a favore del territorio, favorendo la realizzazione di nuove strade. La famiglia Sarnelli era presente oltre che nel paese natio di Bracigliano, anche a Castel San Giorgio nel quale realizzò un prestigioso palazzo baronale, governando la stessa baronia fino al 1771. Nicola, figlio di Girolamo acquisisce ingenti quantità di terreni in Avigliano e costruì un grande palazzo - di cui ancor oggi si conserva la passata bellezza - facendo divenire anche in quel luogo la famiglia potente e prestigiosa. Nell'attuale comune di Avigliano vi è ancora una frazione denominata Sarnelli e lo stesso comune conserva come suo emblema lo stemma nobiliare della famiglia. A Ciorani il nome dei Sarnelli è associato al Barone Girolamo ricordato in compagnia dell'allora Viceré a caccia di beccacce tra le amene contrade del paese. Intenzione del Barone, uomo molto pio, pare fosse quella di acquisire dei terreni per realizzare un monastero da donare ai padri Camaldolesi, cosa che non gli riuscì. Successivamente un suo nipote, il barone Angelo padre del beato Gennaro Maria Sarnelli (1702 - 1744) e fratello di Andrea Sarnelli Vescovo di Muro Lucano (1655 - 1707), acquistò la baronia di Ciorani che donò poi a Sant'Alfonso Maria de' Liguori nel 1730, forse a esaudimento della volontà del suo avo. Qui Sant'Alfonso Maria de' Liguori realizzò la prima casa madre dei padri Redentoristi proprio nel palazzo Sarnelli di Ciorani, ancor oggi esistente, ma lontano dal suo passato splendore: non è rimasta traccia del parco e dei giardini tra i più belli del circondario e per questo molto invidiati dall'allora Principe San Severino Signore di Mercato San Severino. Trasferitosi nella Capitale il Barone Girolamo acquistò il palazzo del Cardinale Zapata nella odierna piazza Trieste e Trento - al tempo sede provvisoria del Viceré di Napoli - in quanto era in costruzione il palazzo Reale. Abituato ai grandi spazi aperti, Don Girolamo Sarnelli scoprì le contrade intorno a Napoli e più precisamente i casali di Polvica e Chiaiano, zone caratterizzate da vasti castagneti arroccati lungo la collina dei Camaldoli e molto simili a quelli del monte Tirso a Ciorani, ricchi di cacciagione. Per ritrovare le atmosfere dei luoghi cari acquisisce interamente il casale di Chiaiano e parte di quello di Polvica, dove realizza una splendida residenza di campagna. La vicinanza del luogo alla zona di Marianella favorì la conoscenza tra  Sant'Alfonso Maria de' Liguori e il  beato Gennaro Maria Sarnelli. Ancor oggi la famiglia Sarnelli, il cui ultimo discendente il Cav. Girolamo Sarnelli deceduto nel 2000, risiede a Chiaiano, quartiere settentrionale della città di Napoli.